# طريق 70 (الكويت)

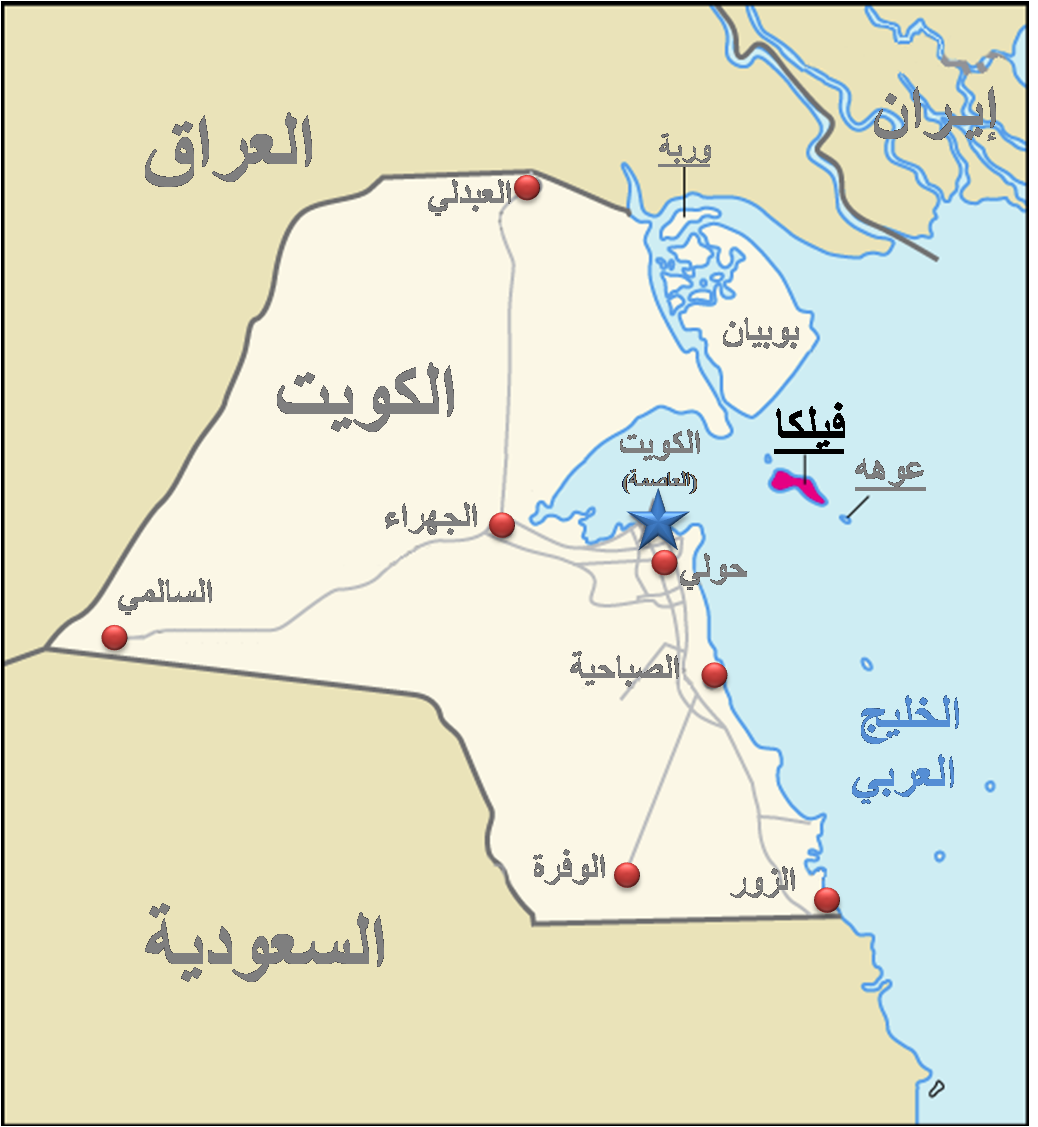
الطريق 70 الرابط بين الجهراء والسالمي

الطريق 70 أو طريق السالمي هو طريق سريع يربط الجهراء بمنفذ السالمي الحدودي مع السعودية ويتقاطع بمدينة الجهراء الدائري السادس مع الطريق 70 والطريق 80 الموصل إلى شمال الكويت لمنفذ العبدلي الحدودي مع العراق، يبلغ طول الطريق 70 قرابة الـ 100 كيلو متر.